# Bildhauerhaus Sankt Margarethen

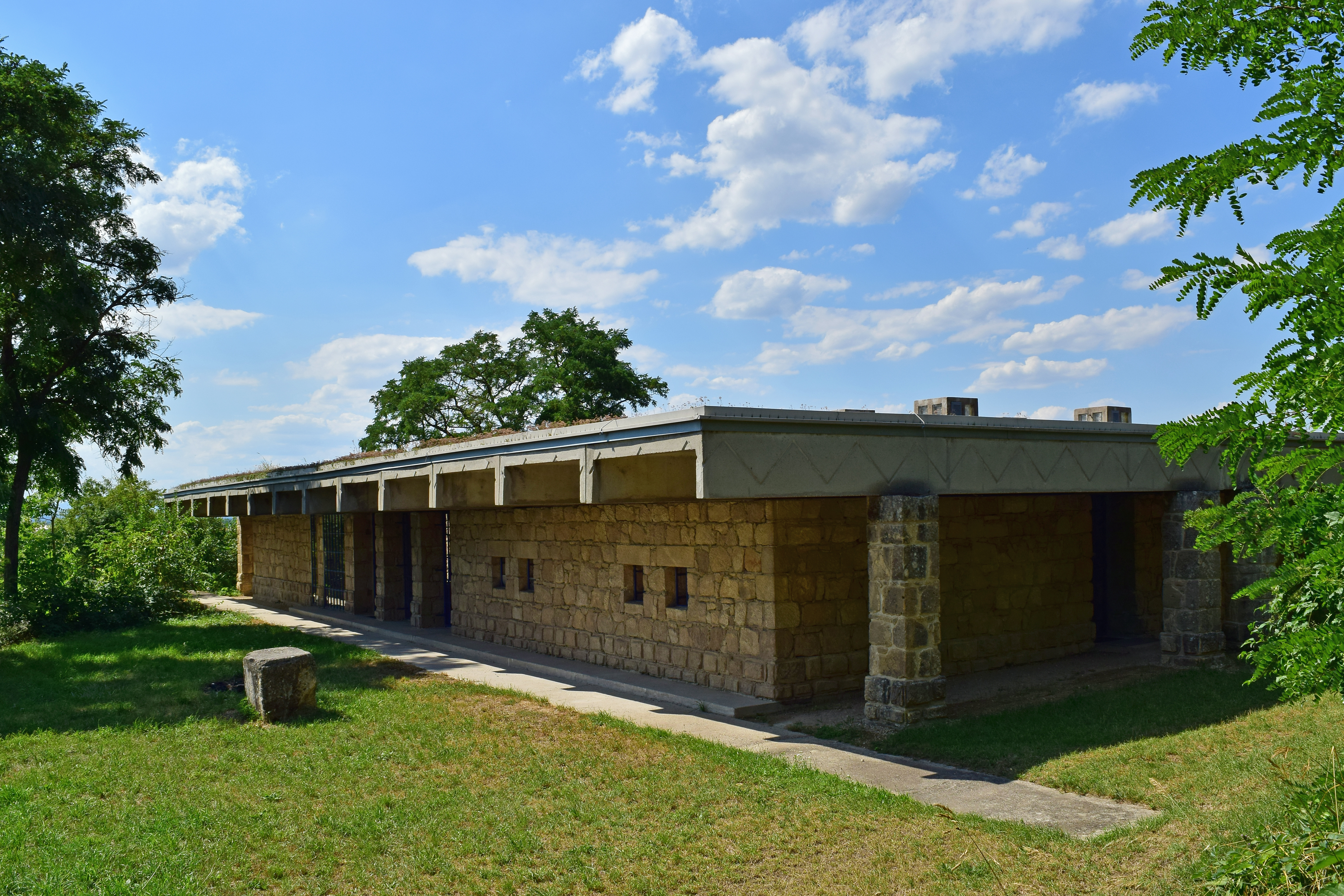
Bildhauerhaus in Sankt Margarethen

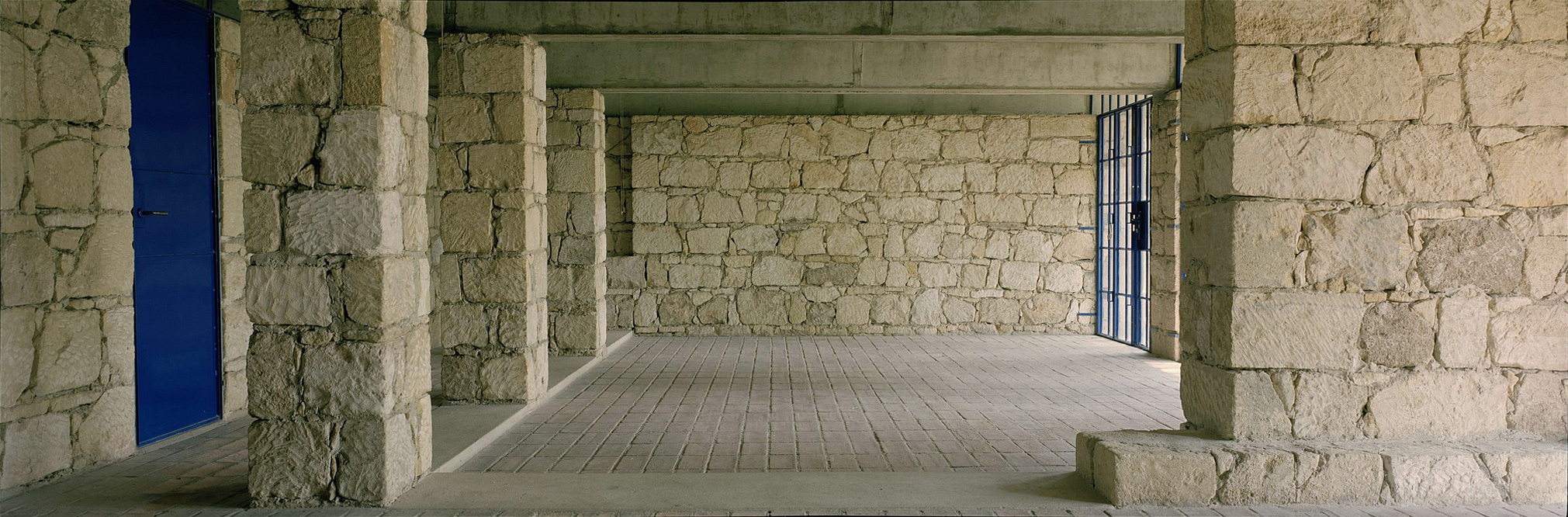
Innenansicht

Das Bildhauerhaus Sankt Margarethen steht im Römersteinbruch St. Margarethen in der Marktgemeinde Sankt Margarethen im Burgenland im Bezirk Eisenstadt-Umgebung im Burgenland. Das Gebäude steht seit 2016 unter Denkmalschutz (Listeneintrag).

## Geschichte
Von 1962 bis 1968 wurde nach den Plänen des Architekten Johann Georg Gsteu Bildhauer-Unterkünfte erbaut. Das Gebäude ist Sitz des Vereins Symposion Europäischer Bildhauer.

## Architektur
Die Ruine einer Kantine für Steinbrucharbeiter war der Ausgangspunkt der Planung und Errichtung. Das Unterkunftsgebäude mit einem Gemeinschaftsraum, einer Küche und acht Schlafzellen hat eine klösterliche Wirkung. Das vorhandene Sandsteinmauerwerk mit einem darunter liegenden Keller wurde korrigiert und ergänzt. Die Decke bilden Betonfertigteile (U-Träger), welche außen weit auskragen.

## Auszeichnungen
- Österreichischer Bauherrenpreis 1967